# Deplanchea hirsuta
Deplanchea hirsuta là một loài thực vật có hoa trong họ Chùm ớt. Loài này được (F.M.Bailey) Steenis mô tả khoa học đầu tiên năm 1927.